# Налоговое правонарушение
Налоговое правонарушение — признается виновно совершенное противоправное (в нарушение законодательства о налогах и сборах) деяние (действие или бездействие) налогоплательщика, плательщика страховых взносов, налогового агента и иных лиц, за которое Налоговым Кодексом установлена ответственность.
Ответственность за совершение налоговых правонарушений несут организации и физические лица, последние привлекаются к ответственности с шестнадцатилетнего возраста.
Общие условия привлечения к ответственности за совершение налогового нарушения:
1. Законность привлечения к ответственности. Никто не может быть привлечен к ответственности иначе, как по основаниям и в порядке, предусмотренными НК РФ.
2. Однократность привлечения к ответственности. Никто не может быть привлечен к ответственности повторно.
3. Обязательность исполнения действующих законов. Привлечение организации к ответственности за совершение налогового правонарушения не освобождает ее должностных лиц при наличии соответствующих оснований от административной, уголовной, иной ответственности, предусмотренной законодательством РФ.
4. Всеобщность их равенство налогообложения. Привлечение лица к ответственности за совершение налогового правонарушения не освобождает его от обязанности уплатить причитающиеся суммы налога (сбора) и пени.
5. Презумпция невиновности лица, привлекаемого к ответственности. Лицо считается невиновным в совершении налогового правонарушения, пока его виновность не будет доказана и установлена вступившим в законную силу решением.
Обстоятельства исключающие привлечение лица к ответственности:
1) отсутствие события налогового правонарушения;
2) отсутствие вины лица в совершении налогового правонарушения;
3) совершение деяния, содержащего признаки налогового правонарушения, физическим лицом, не достигшим к моменту совершения деяния шестнадцатилетнего возраста;
4) истечение сроков давности привлечения к ответственности за совершение налогового правонарушения.

## Виды правонарушений
Существует несколько вариантов классификаций налоговых правонарушений. В зависимости от субъекта правонарушения могут быть: 1) совершаемые налогоплательщиками (например, уклонение от уплаты налогов); 2) совершаемые налоговыми агентами или банками; 3) совершаемые иными участниками налоговых правоотношений (например, свидетелями, переводчиками, экспертами, специалистами).
В зависимости от объекта правонарушения могут быть имущественными или неимущественными. Результатом имущественных правонарушения является непоступление налогов в бюджет. Неимущественные правонарушения это, например, различные процессуальные нарушения, вроде нарушений установленных сроков.
В зависимости от степени общественной опасности состав правонарушения может быть основным (простым) или квалифицированным. Основной состав означает совершение какого-либо конкретного правонарушения, он не предполагает каких-либо дополнительных признаков. Квалифицированный состав обязательно должен содержать дополнительные признаки, отражающие общественную опасность правонарушения.
Правонарушения могут подразделяться на материальные и формальные. Ответственность за материальные правонарушения наступает только при наличии у него общественно вредных последствий. Ответственность за формальное правонарушение наступает по факту противоправного деяния.
В зависимости от формы совершения правонарушения могут быть: 1) в результате противоправных действий; 2) в результате противоправных бездействий; 3) в результате как действий, так и бездействий.